# Thrinle Gyatsho (Dalai Lama)
| Tibetische Bezeichnung                                                                              |
| --------------------------------------------------------------------------------------------------- |
| Tibetische Schrift: འཕྲིན་ལས་རྒྱ་མཚོ                                                                     |
| Wylie-Transliteration: ’phrin las rgya mtsho                                                        |
| Aussprache in IPA: [ʈʂʰĩlɛ catsʰɔ]                                                                  |
| Offizielle Transkription der VRCh: Chinlai Gyaco                                                    |
| THDL-Transkription: Thrinlé Gyatsho                                                                 |
| Andere Schreibweisen: Thrinle Gyatsho, Trinle Gyatso, Trinlé Gyatso, Trinley Gyatso, Tinley Gyamtso |
| Chinesische Bezeichnung                                                                             |
| Traditionell: 成烈嘉措                                                                              |
| Vereinfacht: 成烈嘉措                                                                               |
| Pinyin:Chéngliè Jiācuò                                                                              |

Thrinle Gyatsho (tib.: 'phrin las rgya mtsho, tibetisch: འཕྲིན་ལས་རྒྱ་མཚོ, 26. Januar 1857,  'ol dga´ im Kreis Sangri – 25. April 1875) war der zwölfte Dalai Lama.

## Leben
Thrinle Gyatsho wurde zwei Jahre nach seiner Geburt als zwölfter Dalai Lama anerkannt. Er wurde durch Ziehung aus der „Goldenen Urne“ ermittelt, entsprach aber auch den Wünschen der Tibeter.
Die Innenpolitik Lhasas war in der Zeit der Unmündigkeit des zwölften Dalai Lama von Intrigen und Machtkämpfen gekennzeichnet. Ein Kriegszug gegen den Fürsten Gönpo Namgyel im osttibetischen Kham fügte sich zu einem misslungenen Versuch, sowohl den Dalai Lama als auch dessen Regenten abzusetzen. Es war letztlich die Entscheidung des Kaiserhofes in Peking Thrinle Gyatsho 18-jährig die weltliche Macht zu übertragen, zu deren Ausübung er aber offenbar nicht mehr kam, denn Amtshandlungen von ihm sind nicht überliefert.
Gerüchte aus seinen letzten beiden Lebensjahren schildern ihn bald als kränklich, bald als psychisch gestört, und gipfeln in manchen Quellen darin, dass er am Ende vergiftet worden sei. Die Umstände um sein Lebensende im Jahre 1875 sind somit bis heute mysteriös geblieben.